# Waldfriedhof (Aken)

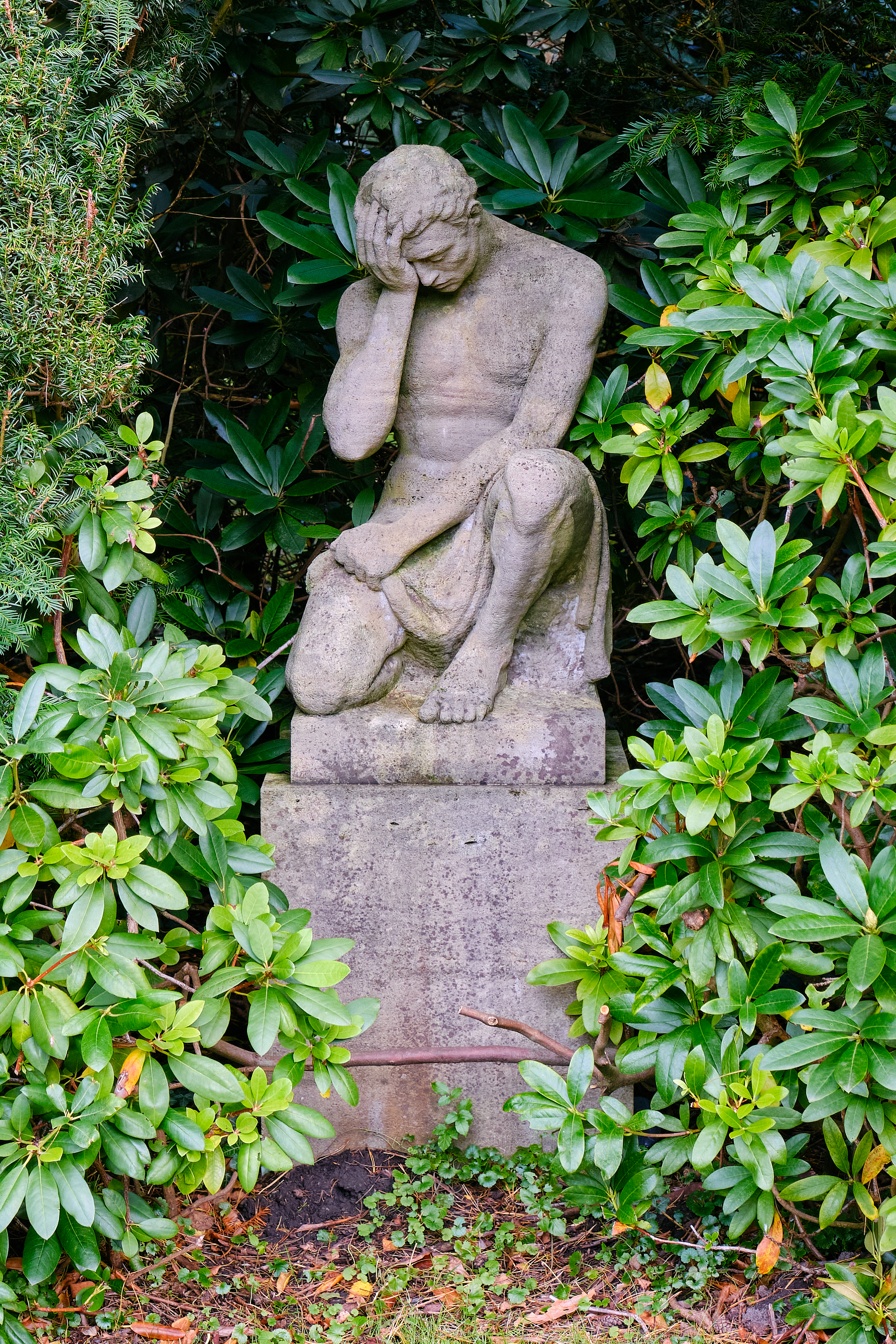
Beeld bij de ingang van de begraafplaats

Het Waldfriedhof is een begraafplaats met ene oppervlakte van 30½ hectare in de wijk Beverau in het stadsdeel Aachen-Mitte van Aken in de Duitse deelstaat Noordrijn-Westfalen aan de weg naar Monschau.

## Oorlogsgraven
Kort na het uitbreken van de Tweede Wereldoorlog werd op 1 november 1939 een extensie aangelegd voor oorlogsslachtoffers. Tot 1945 werden in totaal 5.078 slachtoffers uit 16 landen op het Waldfriedhof begraven: 4.796 Duitsers, 235 Russen, 15 Roemenen, 11 Serviërs, 7 Polen, 3 Nederlanders, 2 Belgen, een Fransman, een Oostenrijk, een Spanjaard, een Hongaar, een Joegoslaaf, een Turk, een Indiër en een Canadees.

## Gemenebestgraf
Tijdens de Eerste Wereldoorlog werden een aantal overleden krijgsgevangenen van het Britse Gemenebest op het Waldfriedhof begraven. Na de oorlog werden de meeste hiervan herbegraven op de Commonwealth War Graves Commission-begraafplaats Cologne Southern Cemetery maar één graf, van een Gurkha bleef achter. Dit graf wordt onderhouden door de GWGC, die de begraafplaats geregistreerd heeft als Aachen Military Cemetery.